# The Straits Times
The Straits Times ist eine singapurische Zeitung in englischer Sprache, die im Broadsheet-Format erscheint. Sie wird von der Singapore Press Holdings (SPH) herausgegeben und erschien erstmals am 15. Juli 1845. Sie ist die älteste und heute wichtigste Tageszeitung Singapurs und hat eine Auflage von etwa 400.000 Exemplaren. Ihre Sonntagsausgabe ist die Sunday Times.